# Пам'ятник «Данко»
Пам'ятник «Данко» знаходиться за адресою: Університетський проспект, 46, Металургійний район (Кривий Ріг).

## Передісторія
1895 року побачив світ твір російського письменника Максима Горького героїко-романтичного характеру «Старуха Изергиль», в якому розповідається про Данко, молодого юнака, що вирвав своє серце з грудей задля освітлення шляху іншим. Згодом у СРСР Горький став основоположником соціалістичного реалізму.
У Кривому Розі ім'ям Горького були названі гірничі селища, житломасиви, встановлювалися пам'ятники (перший в 1964 р., другий в 1969 р.).
25.10.1965 р. на площі ім. Горького було встановлено скульптуру Данко. Автор роботи — заслужений художник України, скульптор О. В. Васякін, виробник — Криворізький металургійний завод ім. В. І. Леніна.
В ході реконструкції площі Горького пам'ятник було перенесено на проспект Гагаріна. У 1972 р. монумент розмістили перед будівлею кінотеатру «Сучасник» (відкриття кінотеатру — 12.07.1972 р.).

## Скульптурна композиція
На гранітному постаменті встановлено чавунну фігуру (поясне зображення) горьківського літературного героя Данко, який вийняв з грудей своє серце і освітив ним шлях людству. В цьому образі втілена висока ідея жертовності, самозречення заради інших. В правиці Данко тримає сяюче серце. Ліва рука прикриває місце на грудях, звідки воно було вирване. Серце випромінює чотири клиноподібних стріли, спрямованих вгору. Скульптура виготовлена з чавуну, пофарбована в чорний колір. Висота 4,50 м. Постамент заввишки 5,00 м виготовлений з рожевого граніту.
На постаменті викарбувано напис російською мовою у п'ять рядків: «…Данко / всё был впереди: / и сердце его / всё пылало, пылало / М. Горький».